# Gezeitenkonzerte in Ostfriesland
Das Festival für klassische Musik Gezeitenkonzerte in Ostfriesland  wurde Anfang 2012 von der Ostfriesischen Landschaft gegründet. Etwa dreißig Konzerte finden jährlich im Sommer in  Klangräumen wie Kirchen, Burgen und Schlössern in der Region zwischen Dollart und Jadebusen statt. Neben klassischen Kammerkonzerten (zum Beispiel durch die Klarinettistin Sharon Kam gemeinsam mit Pianist Lars Vogt, die Geiger Christian Tetzlaff oder Andrej Bielow) steht auch Jazz vom Lisbeth Quartett oder Barockmusik durch The English Concert mit Maurice Steger auf dem Programm. Ein Schwerpunkt der Gezeitenkonzerte liegt in der Förderung  von Talenten. Des Weiteren wird der Nachwuchs über Angebote für Familien sowie die Beteiligung am Projekt „Rhapsody in School“ eingebunden. Keimzelle der Gezeitenkonzerte ist das Landschaftsforum der Ostfriesischen Landschaft in Aurich.

## Geschichte
Die Ostfriesische Landschaft war von 2008 bis 2012 Mitorganisator des Musikalischen Sommers in Ostfriesland. Die Zusammenarbeit mit der Musikerfamilie König, die das Festival gegründet hatte, war in einem Kooperationsvertrag geregelt. 2011 kam es aufgrund „unterschiedliche(r) Auffassungen über die finanzielle und personelle Ausstattung des Festivals“ zu einem Streit, der schließlich auch vor Gerichten ausgefochten wurde. Die Ostfriesische Landschaft zog sich daraufhin aus der Organisation des Musikalischen Sommers zurück.
Anfang des Jahres 2012 gründete die Körperschaft öffentlichen Rechts die Gezeitenkonzerte in Ostfriesland und wählte in einer Findungskommission Matthias Kirschnereit, Professor für Klavier an der HMT Rostock, als Künstlerischen Leiter aus. Organisiert wird das Festival vom Landschaftsforum der Ostfriesischen Landschaft um Leiter Dirk Lübben.
Inzwischen fördert das Land Niedersachsen beide Konzertreihen. 2022 erhielten die Gezeiten-Konzerte 25.000 Euro und der Musikalische Sommer 12.000 Euro.

## Programm
Kammermusik ist Schwerpunkt der Gezeitenkonzerte. Gespielt werden neben Werken alter Meister auch zeitgenössische Kompositionen unter anderem von Rihm oder Yun oder Widmann. Die Besetzungen variieren vom Klavierabend übers Duo, Quartett bis zum Orchesterkonzert.

## Musikvermittlung
Künstler der Gezeitenkonzerte engagieren sich im vom Pianisten Lars Vogt initiierten Musikvermittlungs-Projekt Rhapsody in School, sodass die Schüler der Region von einzelnen Künstlern ihre Instrumente und teilweise die Werke, die sie abends im Konzert spielen, in den Schulen vorgestellt bekommen. Ebenfalls gibt es musikalische Angebote für Familien, in denen die Kinder aktiv ins Geschehen eingebunden werden. So gab es 2012 zwei Märchen-Musicals von den Nekkepenns, die für das junge Publikum in Ostfriesland konzipiert wurden und im Ostfriesischen Landwirtschaftsmuseum Campen ihre Premiere feierten. Workshops, in denen die Kinder das zweite Bühnenprogramm mit gestalten konnten durch das Basteln von Musikinstrumenten, das Einstudieren von Tänzen, Szenen und Musikbeiträgen, waren dabei ein zusätzlicher Bestandteil.

## Künstler
Außer den bereits oben Genannten traten diese Künstler und Ensembles auf: Adrian Brendel, Concerto Recitativo, Vilde Frang, Lutz Görner, Fritzi Haberlandt, Christian Ihle Hadland, Ivo Hentschel, Stephan Imorde, Stephan Kiefer, Matthias Kirschnereit, Kurpfälzisches Kammerorchester, Michail Lifits, Elena Nesterenko, Ulf Schneider und das Szymanowski Quartett.
Außerdem waren diese jungen Talente als sogenannte „Gipfelstürmer“ zu hören: Amaryllis Quartett mit Annika Treutler, Duo Jeanquirit, Isang Enders, Alexej Gerassimez, Nicolai Gerassimez, Wassily Gerassimez, Lilit Grigoryan, Andreas Hering, Vasyl Kotys und Max Simon.

## Finanzierung
Neben der bereitgestellten Infrastruktur inklusive des Personals durch die Ostfriesische Landschaft finanzieren sich die Gezeitenkonzerte durch die Eintrittseinnahmen sowie durch die Akquise von Fördermitteln. Statoil Deutschland GmbH war 2012 Hauptförderer des Festivals und bereicherte das Festival neben der monetären Förderung durch die Bereitstellung zweier Heroes-of-Tomorrow-Talente, der Violinistin Vilde Frang und Pianist Christian Ihle Hadland. Festivalförderer waren die Ostfriesische Landschaftliche Brandkasse, die Bremer Landesbank, die Volksbanken und Raiffeisenbanken in Ostfriesland, die OLB-Stiftung der Oldenburgischen Landesbank und das Niedersächsische Ministerium für Wissenschaft und Kultur. Darüber hinaus gibt es Konzertförderer aus der Region, die eng mit den Gezeitenkonzerten verbunden sind.

## Kulturpartner
NDR Kultur ist Kulturpartner der Gezeitenkonzerte und hat in deren erstem Jahr das Abschlusskonzert mit dem Kurpfälzischen Kammerorchester e. V. Mannheim unter Dirigent Ivo Hentschel mit Matthias Kirschnereit als Solist am Klavier mitgeschnitten. Feature-Sendungen gibt es auf NDR Kultur sowie im Deutschlandfunk, Deutschlandradio Kultur, Nordwest-Radio, Radio Jade und Radio Ostfriesland.